# Михайловский собор (Турку)
Миха́йловский собо́р Ту́рку (фин. Mikaelinkirkko, швед. Mikaelskyrkan) — лютеранская церковь в Турку, построенная в 1899—1905 годах и освящённый в честь архангела Михаила.

## История
На проходившем в 1894 году конкурсе на постройку в городе Турку нового лютеранского храма победил молодой выпускник Хельсинкского Политехнического института 23-летний архитектор Ларс Сонк. Это была его первая самостоятельная работа. Под его руководством в 1899—1905 годах собор был построен в стиле неоготики и освящён в честь архангела Михаила.
Церковь рассчитана на 1250 посадочных мест и в настоящее время чаще всего используется как концертный зал.